# Unidos da Fiel
O Grêmio recreativo Escola de Samba Unidos da Fiel e uma escola de Samba de Batatais, no estado de São Paulo.
Em 2010 ocupou a vaga da extinta escola Império do Samba e desfilou com enredo homenageando o centenário do Corinthians.

## Carnavais
| Ano  | Colocação | Grupo | Enredo                                                             | Carnavalesco |
| 2010 | 5º lugar  | ÚNICO | 100 anos de Corinthians... Minha vida, minha história, meu amor... |              |
| ---- | --------- | ----- | ------------------------------------------------------------------ | ------------ |
| 2012 | 6º lugar  | ÚNICO |                                                                    |              |